# Митченківська сільська рада
Митче́нківська сільська́ ра́да — адміністративно-територіальна одиниця та орган місцевого самоврядування в Бахмацькому районі Чернігівської області. Адміністративний центр — село Митченки.

## Загальні відомості
- Територія ради: 4,8 км²
- Населення ради: 980 осіб (станом на 1 січня 2012 року)

## Населені пункти
Сільській раді підпорядковані населені пункти:
- с. Митченки

## Історія
У 1960 році село Митченки було передано з Батуринського району до Бахмацького.
Сільська рада створена у 1919 році.
Нинішня сільська рада є однією з 20-ти сільських рад Бахмацького району і одна з п'ятьох, яка складається з одного населеного пункту — села Митченки.

## Господарство
На даний час у селі розміщена центральна садиба СТОВ «Нива», середня школа, Будинок культури, фельдшерсько-акушерський пункт, відділення зв'язку, бібліотека.

## Склад ради
Рада складається з 12 депутатів та голови.
- Голова ради: Рибальченко Людмила Вікторівна

### Керівний склад попередніх скликань
| Прізвище, ім'я, по батькові    | Основні відомості                                                                       | Дата обрання | Дата звільнення |
| ------------------------------ | --------------------------------------------------------------------------------------- | ------------ | --------------- |
| Журавель Тамара Костянтинівна  | Сільський голова, 1959 року народження, член Соціалістичної партії України              | 26.03.2006   | 31.10.2010      |
| Бойко Петро Миколайович        | Сільський голова, 1960 року народження, освіта вища, безпартійний                       | 31.10.2010   | 14.12.2013      |
| Рибальченко Людмила Вікторівна | Сільський голова, 1977 року народження, освіта середня спеціальна, член Партії регіонів | 15.12.2013   |                 |

Примітка: таблиця складена за даними сайту Верховної Ради України

### Депутати
За результатами місцевих виборів 2010 року депутатами ради стали:

#### За суб'єктами висування
| Суб'єкт висування | Кількість обраних депутатів | %    |
| ----------------- | --------------------------- | ---- |
| Партія регіонів   | 7                           | 58,3 |
| Самовисування     | 5                           | 41,7 |

#### За округами
| № округу        | Прізвище, ім'я, по батькові      | Дата визнання обраним | Освіта             | Партійна приналежність | Відомості про обраного депутата                                          |
| --------------- | -------------------------------- | --------------------- | ------------------ | ---------------------- | ------------------------------------------------------------------------ |
| Партія регіонів |                                  |                       |                    |                        |                                                                          |
| 1               | Бурлаченко Віра Миколаївна       | 02.11.2010            | вища               | член Партії регіонів   | Митченківська загальноосвітня школа І-ІІІ ст., вчитель                   |
| 2               | Журавель Юрій Вікторович         | 02.11.2010            | середня спеціальна | член Партії регіонів   | ДП «Бахмачрайагроліс», лісник                                            |
| 3               | Редька Оксана Віталіївна         | 02.11.2010            | вища               | член Партії регіонів   | Митченківська загальноосвітня школа І-ІІІ ст., педагог-організатор       |
| 6               | Савченко Юрій Миколайович        | 02.11.2010            | вища               | позапартійний          | управління газопостачання та газифікації, слюсар                         |
| 7               | Полішко Надія Василівна          | 02.11.2010            | вища               | позапартійна           | Митченківська сільська рада, землевпорядник                              |
| 10              | Кудлай Олександра Василівна      | 02.11.2010            | середня            | позапартійна           | тимчасово не працює                                                      |
| 12              | Рошка Ніна Григорівна            | 02.11.2010            | вища               | член Партії регіонів   | Митченківська стаціонарне відділення територіального центру, завідувачка |
| Самовисування   |                                  |                       |                    |                        |                                                                          |
| 4               | Рибальченко Анатолій Миколайович | 03.03.2014            | середня            | позапартійний          | Митченківський НВК, кочегар                                              |
| 5               | Євчун Наталія Михайлівна         | 03.03.2014            | середня спеціальна | позапартійна           | тимчасово не працює                                                      |
| 8               | Коломієць Надія Федорівна        | 02.11.2010            | середня            | член Народної партії   | тимчасово не працює                                                      |
| 9               | Откидач Ніна Михайлівна          | 02.11.2010            | вища               | член Народної партії   | Митченківська сільська рада, головний бухгалтер                          |
| 11              | Примак Ганна Володимирівна       | 02.11.2010            | вища               | позапартійна           | СТОІВ «Нива», фахівець з обліку пайової землі                            |